# Tonsajevói járás

A Tonsajevói járás a Nyizsnyij Novgorod-i területen

A Tonsajevói járás (oroszul Тоншаевский район) Oroszország egyik járása a Nyizsnyij Novgorod-i területen. Székhelye Tonsajevo.

## Népesség
- 1989-ben 19 588 lakosa volt.
- 2002-ben 20 038 lakosa volt.
- 2010-ben 20 219 lakosa volt, melynek 87,1%-a orosz, 9,8%-a mari.